# Ehnwihr
Ehnwihr (deutsch: Ehenweier) ist ein Ortsteil von Muttersholtz, einer französischen Gemeinde im Département Bas-Rhin in der Europäischen Gebietskörperschaft Elsass und in der Region Grand Est.

## Geschichte
Ehenweier gehörte zur Herrschaft Lichtenberg. Die Herren von Lichtenberg hatten das Dorf vermutlich von denen von Ötingen gekauft. In der Herrschaft Lichtenberg war es formal dem Amt Wolfisheim zugeordnet oder wurde auch gar nicht mehr zum Amt gezählt, weil es insgesamt als Lehen an die von Ratsamhausen vergeben war. Das blieb so bis ins 18. Jahrhundert. Inzwischen war das Amt Wolfisheim – und mit ihm auch die Lehensoberherrschaft über Ehenweier – 1480 zur Grafschaft Hanau-Lichtenberg und 1736 an die Landgrafschaft Hessen-Darmstadt gekommen. Auch in dieser Zeit wird es noch als Bestandteil des Amtes Wolfisheim genannt.
Mit der Reunionspolitik Frankreichs unter König Ludwig XIV. kam auch Ehenweier unter französische Oberhoheit. Mit dem durch die Französische Revolution begonnenen Umbruch wurde es französisch.
Von 1871 – nach dem Deutsch-Französischen Krieg – bis 1919 gehörte es zum deutschen Reichsland Elsaß-Lothringen. 